# Норман Дейвіс
Но́рман Де́йвіс (англ. Ivor Norman Richard Davies; нар. 8 червня 1939, Болтон) — британський історик валлійського походження. Відомий як автор наукових праць з історії Польщі, Європи та Британських островів.

## Біографія
Навчався у Магдаленському коледжі в Оксфорді, прагнув здобути ступінь доктора філософії у СРСР, але його не впустили до країни.
Навчаючись у Яґеллонському університеті в Кракові, досліджував польсько-радянську війну 1919—1920 років.
Захистив дисертацію під назвою «Британська міжнародна політика щодо Польщі 1919—1920».
З 1971 р. викладав історію Польщі в Лондонському університеті, був позаштатним членом Волфсонського коледжу в Оксфорді, читав лекції у США, Канаді, Австралії, Китаї та Європі.
Репутацію здобув завдяки ґрунтовній історії Польщі — «Боже грище» («англ. God's Playground», 1981).
Гостро критикувався єврейськими істориками Люсі Давідович та Абрагамом Брумбергом. У 1986 році йому було відмовлено у посаді професора Стенфордського університету за «наукові вади» (англ. «scientific flaws»).
У своїх працях з історії Європи (1996) та Британських островів (1999) намагається показати важливість європейської «периферії». У праці «Острови. Історія» (англ. «The Isles. A History") розвінчує міф про «британську національність», позитивно оцінює можливість здобуття незалежності Шотландією та Уельсом.
2004 року міжнародна спільнота з зацікавленням сприйняла його книгу «Повстання 44-го року», яка описує Варшавське повстання.
2006 р. побачила світ ще одна фундаментальна публікація, присвячена Другій світовій війні, а в 2011 — книга про появу і зникнення держав у Європі.
Отримав численні нагороди й титули, в тому числі почесний докторський ступінь Люблінського і Ґданського університетів, членство в Польській академії наук та в лат. Academia Scientiarum et Artium Europaea, членство в Британській академії та Королівському історичному товаристві. Він також почесний громадянин міст Любліна й Кракова.
Разом зі Збіґнєвом Бжезінським, Робертом Конквестом та Джоном Армстронгом взяв участь у створенні документального фільму «Між Гітлером і Сталіном — Україна в II Світовій війні» (2004), а також у 2008 — фільму «Радянська історія».
4 липня 2014 президент Польщі Броніслав Коморовський надав Н. Дейвісу польське громадянство.. Пишучи книги з історії Польщі, намагається виходити з точки зору поляків.

## Праці

Титульна сторінка книги Девіса «Історія Європи»

- 1972: White Eagle, Red Star: The Polish-Soviet War, 1919-20. (2004 edition: ISBN 0-7126-0694-7)
- 1977: Poland, Past and Present. A Select Bibliography of Works in English. ISBN 0-89250-011-5
- 1981: God's Playground. A History of Poland. Vol. 1: The Origins to 1795, Vol. 2: 1795 to the Present. Oxford: Oxford University Press. ISBN 0-19-925339-0 / ISBN 0-19-925340-4.
- 1984: Heart of Europe. A Short History of Poland. Oxford: Oxford University Press. ISBN 0-19-285152-7.
  - 2001: Heart of Europe: The Past in Poland's Present Oxford University Press, USA; New edition ISBN 0-19-280126-0
- 1991: Jews in Eastern Poland and the USSR, 1939-46.Palgrave Macmillan. ISBN 0-312-06200-1
- 1996: Europe: A History. Oxford: Oxford University Press. ISBN 0-19-820171-0
- 1997: Auschwitz and the Second World War in Poland: A lecture given at the Representations of Auschwitz international conference at the Jagiellonian University. Universitas. ISBN 83-7052-935-6
- 1999: Red Winds from the North. Able Publishing. ISBN 0-907616-45-3
- 1999: The Isles. A History. Oxford: Oxford University Press. ISBN 0-19-513442-7
- 2002 (with Roger Moorhouse): Microcosm: Portrait of a Central European City London: Jonathan Cape. ISBN 0-224-06243-3
- 2004: Rising '44. The Battle for Warsaw. London: Pan Books. ISBN 0-333-90568-7
- 2006: Europe East and West: A Collection of Essays on European History. Jonathan Cape. ISBN 0-224-06924-1
- 2006: Europe at War 1939—1945: No Simple Victory. Macmillan. ISBN 0-333-69285-3
- 2011: Vanished Kingdoms: The History of Half-Forgotten Europe. Allen Lane. ISBN 978-1-84614-338-0

### Українські переклади
- 2001 Європа: Історія (англ. "Europe: A History" (1996)). Переклад здійснив Петро Таращук. Видавництво Основи. Станом на 2016 рік уже сьоме видання книги.[14]

## Нагороди
- Орден Білого Орла (2012)[15]
- Медаль «За заслуги в культурі Gloria Artis» (2005)[16]